# Amir Abbás Hoveydá
Amir Abbás Hoveydá (Teherán, 1919-1979) fue un político iraní, primer ministro durante más de una década bajo el reinado del sah Mohammad Reza Pahlaví. 
Criado en una familia bahaí, Amir Abbás Hoveydá desarrolló una larga carrera política en partidos de inspiración nacionalista y en la administración gubernativa iraní desde los años 40. En 1965 fue designado primer ministro tras el asesinato de su predecesor, Hasán Alí Mansur. Permaneció en el puesto hasta 1977 cuando el sah, tratando de obtener la complacencia de la creciente oposición que culminaría en la Revolución Islámica de 1979, lo depuso y, más tarde, lo arrestó. Fue uno de los primeros responsables de la administración Pahlaví ejecutado por los revolucionarios.

## Gabinete de Gobierno
Ministro miembro en 1965-1967:
- Primer ministro
- Amir Abbás Hoveydá

- Vice primer ministro y jefe de la Policía Secreta (SAVAK)
- Nematollah Nasirí

- Vice primer ministro
- Ghasem Rezaei
- Gholamreza Nikpey
- Nassir Assar
- Karim Pasha Bahadori

- Ministro de Cultura
- Mehrdad Pahlbod

- Ministra de Guerra
- Asadollah Sanii

- Ministro de Relaciones Exteriores
- Abbas Aram (Hasta 1966)
- Ardeshir Zahedi (Desde 1966)

- Ministro de Agricultura
- Ismail Riahi

- Ministro del interior
- Javad Sáder

- Ministro de Telégrafo y Teléfono
- Farhang Shafii

- Ministro de finanzas
- Yamshid Amuzegar

- Ministro de Carreteras
- Hassan Shalchian

- Ministro de justicia
- Bagher Ameili

- Ministro de trabajo
- Ataollah Khosravani

- Ministro de salud
- Manuchehr Shagholi

- Ministro de educación
- Hadi Hedayati

- Ministro de Economía
- Alinaghi Alikhani

- Ministro de Correos
- Fatollah Satodeh

- Ministro de información
- Hassan Pakravan

- Ministro de Agua y Poder
- Mansour Rouhani

- Ministro de Desarrollo y Vivienda
- Houshang Nahavandí

- Ministro de estado
- Mahmud Kashfian

- Ministro de estado
- Nasser Yeganeh

- Ministro de estado
- Manuchehr Godarzi

- Ministro de estado
- Abdol Ali Jahan-Shahi

- Ministro de estado
- Mohammad Nasiri

- Ministro de estado
- Yavad Mansur